# Placobdella multilineata
Placobdella multilineata är en ringmaskart som beskrevs av Moore 1953. Placobdella multilineata ingår i släktet Placobdella och familjen broskiglar. Inga underarter finns listade i Catalogue of Life.